# Dan Doyle
Daniel „Dan“ Doyle (* 16. September 1864 in Paisley; † 8. April 1918 in Glasgow) war ein schottischer Fußballspieler.

## Karriere

### Verein
Dan Doyle wurde im Jahr 1864 als Sohn von irischstämmigen Eltern in der schottischen Stadt Paisley etwa 11 Kilometer westlich von Glasgow gelegen geboren. Er wechselte im Jahr 1891 vom englischen Meister FC Everton zu Celtic Glasgow. Zuvor spielte er unter anderem bei Hibernian Edinburgh und Grimsby Town. Im Jahr 1888 war Doyle am Tod eines Spielers beteiligt als er mit Grimsby Town gegen Stevely spielte, als er mit seinem Gegenspieler William Cropper zusammenprallte und dieser einen Tag später im Krankenhaus verstarb. Eine anschließende Untersuchung löste Doyle von jeglichem Fehlverhalten aus und erkannte, dass es sich um einen Unfall gehandelt hatte. Als hartnäckiger Linksverteidiger war er zu dieser Zeit einer der besten der Welt. Körperlich war er immens stark und hatte die Fähigkeit, Spiele zu führen. In Glasgow wurde ihm die Ehre zu Teil, nach James Kelly zweiter Mannschaftskapitän in der Geschichte des Vereins zu werden. Mit Celtic gewann er 1892 den Pokal, und 1893, 1894, 1896 und 1898 die schottische Meisterschaft. Nach seinem Karriereende litt er unter Alkoholproblemen und fand sich im Glücksspiel wieder. Zum Zeitpunkt seines Todes war er praktisch mittellos. Dan Doyle starb am 8. April 1918 im Alter von 53 Jahren in Glasgow an Krebs.

### Nationalmannschaft
Dan Doyle spielte zwischen 1892 und 1898 achtmal für die schottische Nationalmannschaft. Er debütierte für die Bravehearts am 2. April 1892 bei einer 1:4-Niederlage gegen England im Ibrox Stadium von Glasgow. Mit der Nationalmannschaft nahm er insgesamt sechsmal an der British Home Championship teil und konnte in den Jahren 1894 und 1897 den Titel gewinnen. 

## Erfolge
mit Celtic Glasgow
- Schottischer Pokalsieger (1): 1892
- Schottischer Meister (4): 1893, 1894, 1896, 1898

mit Schottland
- British Home Championship (2): 1894, 1897